# محمد أبو زيد (عالم)
محمد أبو زيد هو عالم وباحث في الرياضيات مغربي أمريكي من مواليد سنة 1980، وهو مختص في الهندسة التماسكية وعلاقاتها بالهندسة الجبرية والطوبولوجيا التفاضلية.

## المسار الدراسي
حصل أبو زيد على شهادته الجامعية من جامعة ريتشموند الأمريكية سنة 2002 ودرجة الماجستير من جامعة شيكاغو عام 2004، وفي عام 2007 حصل على الدكتوراه بإشراف من الرياضي الألماني باول زايدل.
في أطروحته للدكتوراه، استخدم الرياضيات الاستوائية لزاوية جديدة لدراسة التخمين على تناظر المرآة المتماثل لمشعبات عزم الدوران. كباحث ما بعد الدكتوراه، عمل من 2007 إلى 2011 في معهد ماساتشوستس للتكنولوجيا ، حيث كان في سنتي 2011 و2012 باحثًا زائرًا، وفي الوقت نفسه، من 2007 إلى 2012، حصل على منحة بحثية من معهد كلاي للرياضيات. من عام 2012 إلى عام 2013، كان أستاذًا زائرًا في مركز سيمونز للهندسة والفيزياء بأمريكا.
منذ 2012 و هو أستاذ مساعد في جامعة كولومبيا.

## منشوراته العلمية
- Family Floer cohomology and mirror symmetry[5]
- Homogeneous coordinate rings and mirror symmetry for toric varieties, Geom. Topol., vol 10, 2006, pp 1097–1156
- Framed bordism and Lagrangian embeddings of exotic spheres. Ann. of Math. (2) 175, 2012, no. 1, pp 71–185.

## الجوائز و التقديريات
في سنة 2007 حصل على جائزة (بالإنجليزية) Clay Research Fellow.
في سنة 2015 حصل على منحة تعاون سيمونز.
في عام 2017، حصل على جائزة "Breakthrough Prize ". وفي عام 2014، كان متحدثًا مدعوًا في المؤتمر الدولي لعلماء الرياضيات في سيول (Family Floer cohomology and mirror symmetry). وهو زميل في جمعية الرياضيات الأمريكية.

## وصلات خارجية
فيديو : Homological Mirror Symmetry: Mohammed Abouzaid: Floer Homotopy Theory Pt. II